# Alyxia laurina
Alyxia laurina är en oleanderväxtart som beskrevs av Charles Gaudichaud-Beaupré. Alyxia laurina ingår i släktet Alyxia och familjen oleanderväxter. Inga underarter finns listade i Catalogue of Life.